# Corts de Barcelone (1626)
Les Corts de Barcelone de 1626 ont été présidées par le roi Philippe IV. Ces Corts ont été interrompues et les suivantes, en 1632, ont permis de terminer celles de 1626. Ces Corts ont été les premières, et les seules si celles 1632 sont comprises comme leur suite, du règne de Philippe IV, qui comme son père Philippe III, ajournait de plus en plus les engagements institutionnels envers la Catalogne.
Le roi prêta serment de respecter les constitutions catalanes, chose qui n'avaient pas encore faite depuis sa proclamation en 1621. De cette manière, il pouvait remplacer Joan Sentís i Sunyer, qui jusqu'à présent avait été vice-roi par intérim, étant donné que l'ancien vice-roi (Fernando Afán de Ribera) avait été rejeté par les Catalans, quand le roi prétendait être représenté par ce vice-roi pour prêter le serment à sa place.
Le roi était accompagné de son favori le comte-duc d'Olivares, qui considérait que l'autorité et la réputation de la monarchie étaient détériorées. Par conséquent le comte d'Olivares avait proposé un plan de réformes visant à renforcer le pouvoir royal et l'unité des territoires gouvernés, en vue d'une meilleure utilisation des ressources au service de la politique étrangère, en particulier par l'« Union des Armes ». En bref, l'« Union des Armes » était une contribution obligatoire en hommes et en argent prélevée sur les différents territoires en faveur de la Couronne.
Durant les mois qui avaient précédé ces Corts, s'étaient tenues les Corts Valencianes à Monzón et les Corts d'Aragon à Barbastro et dans les deux cas, le plan de l'Union des Armes d'Olivares avait été rejeté. Après vingt-sept ans sans convocation des Corts, Philippe IV prétendait demander un service d'une échelle sans précédent. Également au cours de cette période, la répression des vice-rois, sous prétexte de lutte contre le banditisme, a été intense et quelques-uns des nobles présents aux Corts avaient perdu leur château démoli par ordre des Albuquerque et de Fernando Afán de Ribera.
Dans les Corts étaient abordées dans l'ordre les «questions de la Principauté» et «celles du roi». Après vingt-sept ans sans concertation ou sans avoir la possibilité pour les députés de présenter leurs griefs ou leurs désaccords, la liste de ces questions est interminable. D'autre part, le roi et le comte-duc trouvaient la procédure de ces Corts trop lente et permettant trop de facilités de blocage de la part des Bras.
Alors que plus d'un mois s'était passé pour la présentation, la discussion et l'approbation des différents, le roi a fixé un délai d'une semaine pour terminer sur ces points et passer aux questions qui le préoccupaient, à savoir, le plan de l'Union des armes. Philippe IV a essayé d'atteindre l'objectif d'Olivares, à savoir lever environ 16 000 hommes, mais aussi essayer d'obtenir une exemption que le bras ecclésiastique se refusait de payer et a insisté sur l'imposition du quint. Au total une subvention de 250 000 livres par an, pour une période de quinze ans. Mais le temps continuait à s'écouler et le roi a décidé de partir brusquement.
Ces Corts et leur interruption brutale ont installé un conflit dans les relations entre la Couronne et la Catalogne, et par conséquent ont entraîné l'échec des objectifs qui les avaient inspirées.